# Évszak
Évszaknak a csillagászati és meteorológiai megfigyelések alapján a földi időjárás olyan hosszabb, évente ismétlődő időszakait nevezzük, melyek rendszeresen hasonló jellemzőkkel rendelkeznek, és elkülöníthetőek a más tipikus jellemzőkkel leírható időjárási időszakoktól.

## Az évszakok kialakulása
Az évszakok kialakulása a Föld Nap körüli mozgásának, valamint a tengelyferdeségnek következménye. A tengelyferdeség miatt a napsugarak beesési szöge a keringés során változik, emiatt a Földön felmelegedésbeli különbségek alakulnak ki. Ennek a különbségnek az eredménye az évszakok váltakozása. A Föld elliptikus pályán kering a Nap körül, iránya NY-K, az északi félteke telén Napközelben kering, nyáron Naptávolban. Keringési ideje 365 nap 6 óra 9 perc 9 másodperc, ezt az időszakot nevezzük csillagászati évnek.
Mérsékelt éghajlati övben négy évszakot különböztetünk meg, melyet a napfordulók (a tavaszt és a nyarat vagy az őszt és a telet) vagy a napéjegyenlőségek (a telet és a tavaszt vagy a nyarat és az őszt)   választanak el egymástól:
- tavasz
- nyár

- ősz
- tél.

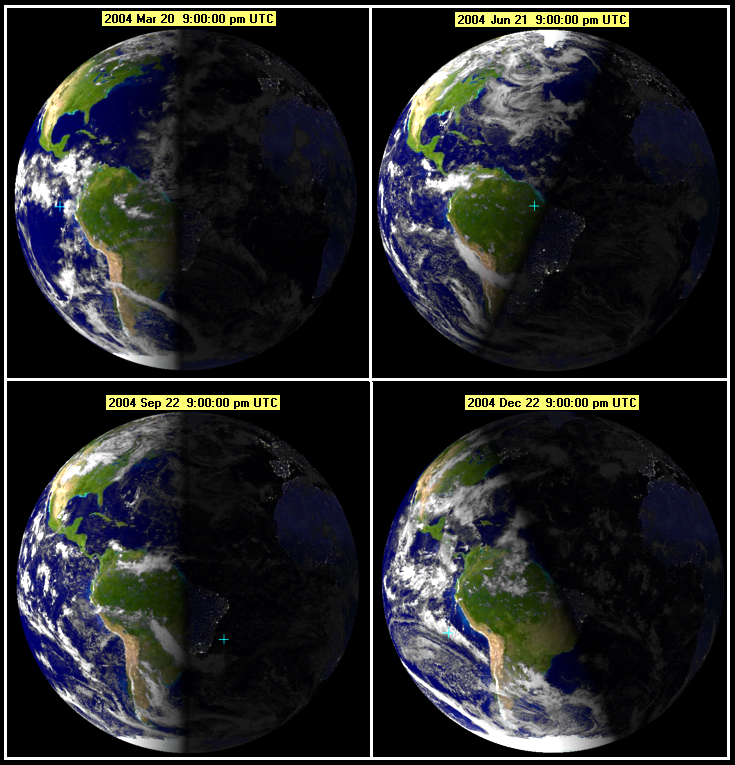
Évszakok a Föld bolygón

A Föld azon részein, ahol ezek az időszakok nem elég jelentősen különböznek egymástól – példa erre a trópusi és szubtrópusi részek –, gyakran alkalmazott az:
- esős évszak
- száraz évszak

felosztás, ami a csapadék mennyiségén alapul. Más trópusi részeken három fő időszakot, a meleg, a nedves és a hideg évszakot különböztetik meg.
Inkább helyileg alkalmazott az a felosztás, amikor az évszakokat bizonyos jelenségekhez kötik, például hurrikán évszaka, tornádó évszak vagy erdőtűz évszak.
Az ókori egyiptomi naptár három évszakot különböztet meg: áradás (ahet), vetés (peret), aratás (semu).
Kínában a tavasz, nyár, ősz, tél mellett külön évszaknak számított a nyárutó. A hagyományok értelmében a császárnak minden évszakban más színű ruhát kellett hordania és más ételeket ennie.

## Az évszakok és a napok hossza

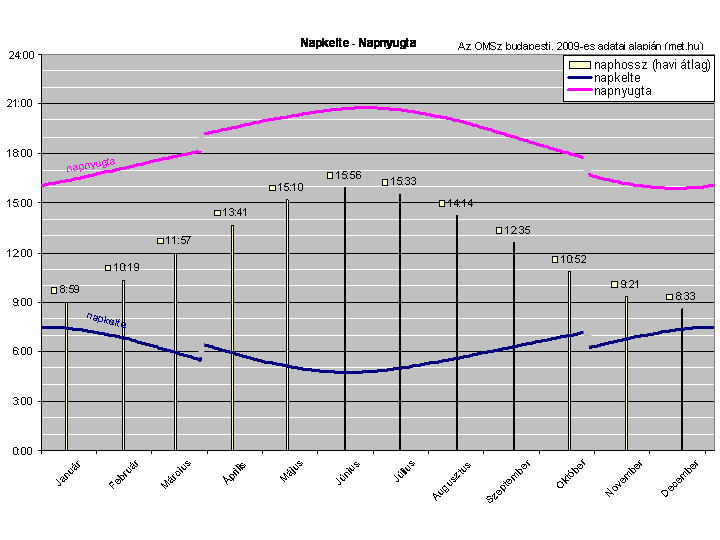

### Sarkköri napok
Az adott sarkkör és sarkpont közti területen az év folyamán legalább egyszer nem kel fel illetve nem nyugszik le a Nap. A sarkpontokon pedig féléves nappal és féléves éjszaka váltja egymást a fény beesési szöge miatt. Lásd alább:

### Északi sarkponti napok
Éjszaka: szeptember 23–március 20. Az időjárás lehűl, kezdődik a féléves éjszaka.
Nappal: március 21–szeptember 22. Az időjárás valamennyit felmelegszik, kezdődik a féléves nappal.

### Déli sarkponti napok
Éjszaka: március 21–szeptember 22. Az időjárás lehűl, kezdődik a féléves éjszaka.
Nappal: szeptember 23–március 20. Az időjárás valamennyit felmelegszik, kezdődik a féléves nappal.

## Felosztási módszerek

### Meteorológiai vagy Hagyományos
- Tavasz: a lombhullató növények rügyezésétől, a vándormadarak visszaköltözésétől - a hőmérséklet állandó, tartós felmelegedéséig
- Nyár: a hőmérséklet állandó, tartós felmelegedésétől - a lombhullató növények leveleinek elsárgulásáig, a vándormadarak elköltözéséig
- Ősz: a lombhullató növények leveleinek elsárgulásától, a vándormadarak elköltözésétől - a hőmérséklet fagypont alá csökkenéséig
- Tél: a hőmérséklet fagypont alá csökkenésétől - a lombhullató növények rügyezéséig, a vándormadarak visszaköltözéséig

### Naptári
Az északi féltekén:
- Tavasz: március 1-jétől – május 31-éig
- Nyár: június 1-jétől – augusztus 31-éig
- Ősz: szeptember 1-jétől – november 30-áig
- Tél: december 1-jétől – február 28-áig, vagy 29-éig (szökőév esetén)

A déli féltekén:
- Tavasz: szeptember 1-jétől – november 30-áig
- Nyár: december 1-jétől – február 28-áig, vagy 29-éig (szökőév esetén)
- Ősz: március 1-jétől – május 31-éig
- Tél: június 1-jétől – augusztus 31-éig

### Csillagászati
Az északi féltekén:
- Tavasz: március 21-étől – június 21-éig
- Nyár: június 22-étől – szeptember 22-éig
- Ősz: szeptember 23-ától – december 21-éig
- Tél: december 22-től – március 20-áig

A déli féltekén:
- Tavasz: szeptember 23-ától - december 21-éig
- Nyár: december 22-étől - március 20-áig
- Ősz: március 21-étől - június 21-éig
- Tél: június 22-étől - szeptember 22-éig

#### Csillagképek
A Magyarországról megfigyelhető csillagképeket aszerint is csoportosíthatjuk, hogy az éjszaka nagy részében mely évszakban láthatóak. Ez alól kivétel az északi égi pólus környéke, melynek csillagai cirkumpolárisak, egész évben megfigyelhetőek.
| Az északi égi pólus környékének csillagképei: - Camelopardalis (Zsiráf) - Draco (Sárkány) - Ursa Minor (Kis Medve) - Cassiopeia (Kassziopeia) - Cepheus (Cefeusz) - Ursa Maior (Nagy Medve - Nagy Göncöl) - Canes Venatici (Vadászebek) Őszi csillagképek: - Andromeda (Androméda) - Triamgulum (Háromszög) - Pegasus (Pegazus) - Aries (Kos) - Pisces (Halak) - Aquarius (Vízöntő) - Capricornus (Bak) - Cetus (Cet) - Sculptor (Szobrász) Téli csillagképek: - Perseus (Perzeusz) - Auriga (Szekeres) - Gemini (Ikrek) - Cancer (Rák) - Lynx (Hiúz) - Taurus (Bika) - Orion (Orion) - Canis Minor (Kis Kutya) - Monoceros (Egyszarvú) - Eridanus (Eridánusz) - Canis Maior (Nagy Kutya) - Puppis (Hajófar) | Tavaszi csillagképek: - Bootes (Ökörhajcsár) - Coma Berenices (Bereniké Haja) - Leo (Oroszlán) - Sextans (Szextáns) - Virgo (Szűz) - Corvus (Holló) - Hydra (Északi Vízikígyó) Nyári csillagképek: - Corona Borealis (Északi Korona) - Hercules (Herkules) - Lyra (Lant) - Cygnus (Hattyú) - Vulpecula (Kis Róka) - Ophiuchus (Kígyótartó) - Serpens (Kígyó) - Aquila (Sas) - Delphinus (Delfin) - Scutum (Pajzs) - Sagitta (Nyíl) - Libra (Mérleg) - Scorpius (Skorpió) - Sagittarius (Nyilas) |